# 瑙米夫卡 (博布羅維齊亞區)
50°51′57″N 31°34′1″E / 50.86583°N 31.56694°E
瑙米夫卡（烏克蘭語：Наумівка），是烏克蘭北部的村莊，隸屬切爾尼希夫州的尼任區。該村始建於1926年，面積0.47平方公里，海拔高度133米，2006年人口246，人口密度每平方公里527.9人。